# Kościuszkowska Dzielnica Mieszkaniowa we Wrocławiu

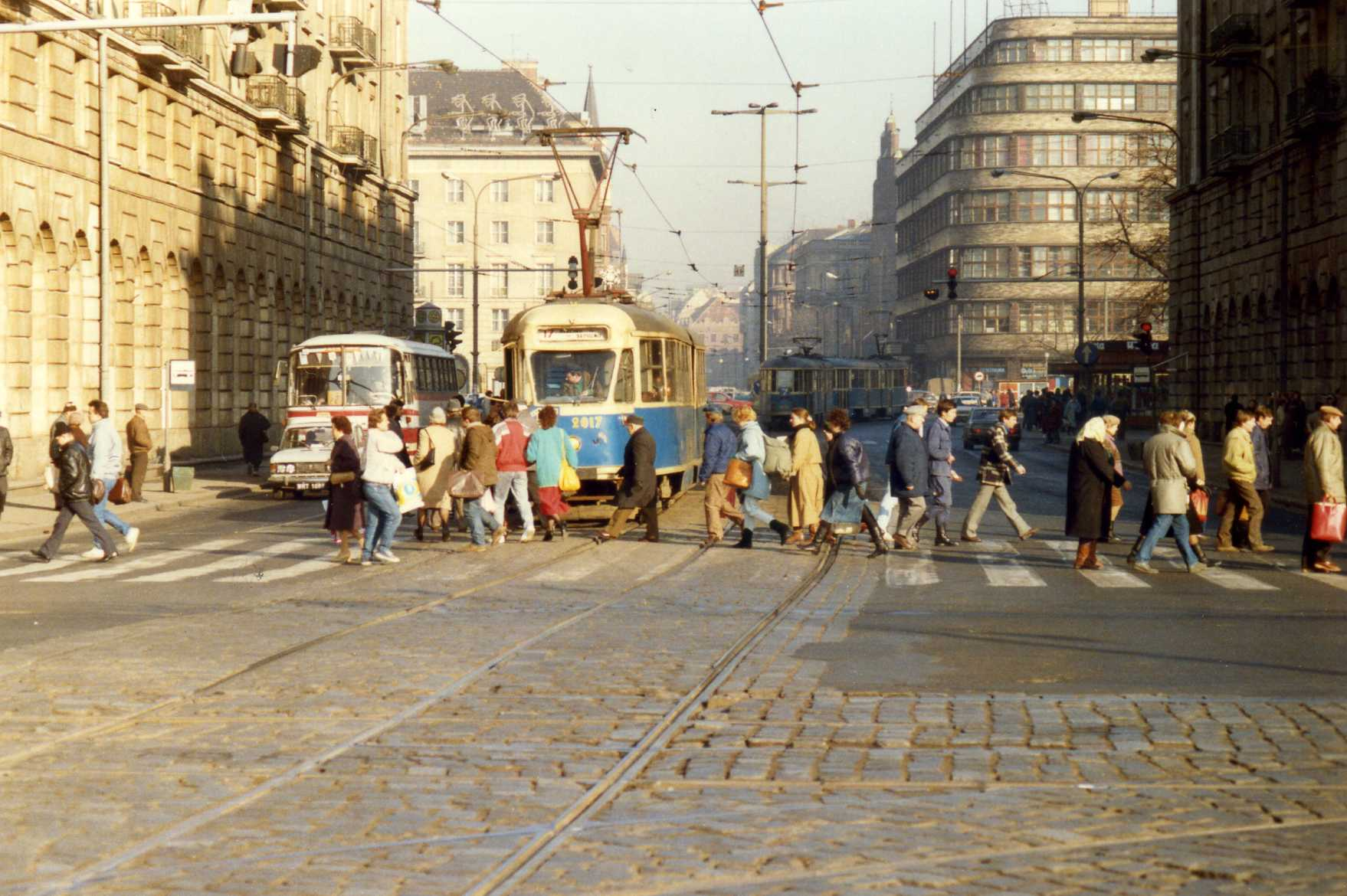
Ulica Świdnicka; po lewej i prawej budynki KDM z podcieniami

Kościuszkowska Dzielnica Mieszkaniowa – osiedle we Wrocławiu zbudowane w latach 1954-1958 według projektu Romana Tunikowskiego, obejmujące budynki przy placu Kościuszki, ulicy Świdnickiej 41-50 i ówczesnej ulicy Świerczewskiego a obecnej  Józefa Piłsudskiego 54-62. W 1994 KDM została wpisana do rejestru zabytków.

## Budowa
Pierwsza kompleksowa inwestycja mieszkaniowa w powojennym Wrocławiu. Nazwa osiedla miała nawiązywać do Marszałkowskiej Dzielnicy Mieszkaniowej, a oba projekty były zbliżone pod względem architektonicznym, choć architekci twierdzą, że KDM nie ma w sobie wiele socrealistycznego patosu. Przed rozpoczęciem budowy teren należało odgruzować; w okolicy placu budowy pozostało tylko kilka budynków. Nadzór nad budową prowadzono w Warszawie, a interesował się nią Bolesław Bierut. Zabudowę prowadzono według pierwotnego układu architektonicznego w tym miejscu. Inspiracją była architektura klasycystyczna. Strome dachy budynków zostały dopasowane do istniejącej architektury, w tym budynku przedwojennego Banku Drezdeńskiego. Wszystkie nowo wybudowane budynki były pięciokondygnacyjne. Dodatkowo budynki przy ulicy Świdnickiej otrzymały podcienia. Budowa została wykonana z elementów prefabrykowanych, co w tamtych czasach było nowością.

## Użytkowanie
Kościuszkowska Dzielnica Mieszkaniowa była budowana głównie z myślą o lokalach mieszkaniowych, jednak uwzględniono również obiekty handlowe i gastronomiczne: sklepy Pod Arkadami, restauracja KDM i kawiarnia Stylowa. KDM był przeznaczony dla 4 tys. mieszkańców.